# Rebecca Gayheart
Rebecca Gayheart (Hazard, 12 de agosto de 1971) é uma modelo e atriz americana. Gayheart começou sua carreira aparecendo em um curta-metragem de Brett Ratner. Ela teve papéis menores em Nothing to Lose e Scream 2 (1997) antes de estrelar o filme slasher Urban Legend (1998) e a comédia negra Jawbreaker (1999). Também teve papéis nas séries de televisão Dead Like Me, Vanished e Nip/Tuck.
Em 13 de junho de 2001, Gayheart estava dirigindo um veículo e atropelou Jorge Cruz, Jr., de nove anos de idade, enquanto atravessava uma rua em Los Angeles, morrendo no dia seguinte. Ela foi condenada a três anos de liberdade condicional, suspensão na habilitação por um ano, uma multa de 2.800 dólares e 750 horas de serviço comunitário.